# یواس‌اس کایلم (ای‌کی-۱۰۶)
یواس‌اس کایلم (ای‌کی-۱۰۶) (به انگلیسی: USS Caelum (AK-106)) یک کشتی بود که طول آن ۴۴۱ فوت ۶ اینچ (۱۳۴٫۵۷ متر) بود. این کشتی در سال ۱۹۴۳ ساخته شد.